# آدولف هوگ
آدولف هوگ (آلمانی: Adolphe Hug; ۲۳ سپتامبر ۱۹۲۳ – ۲۴ سپتامبر ۲۰۰۶) بازیکن فوتبال اهل سوئیس بود.
از باشگاه‌هایی که در آن بازی کرده‌است می‌توان به باشگاه فوتبال گراس‌هاپر زوریخ اشاره کرد.
وی همچنین در تیم ملی فوتبال سوئیس بازی کرده‌است.